# Meaux
Meaux je francouzské město v aglomeraci Paříže. Nachází se 41.1 kilometrů severovýchodně od centra Paříže. Meaux je podprefektura départmentu Seine-et-Marne a je sídlem arrondissementu Meaux.
Meaux tvoří spolu se šesti menšími přilehlými městy urbanistickou oblast se 67,956 obyvateli (v roce 1999). V Meaux je sídlo diecéze Meaux.

## Kultura
Město je proslulé mnoha variantami sýra Brie a zvláštním druhem hořčice.

## Památky
- Katedrála Saint-Étienne
- Galo-římské hradby

## Doprava
V Meaux je stanice příměstské železnice a také některých meziměstských železničních linek.

## Vývoj počtu obyvatel
Počet obyvatel

## Partnerská města
- Basildon, Velká Británie
- Heiligenhaus, Německo